# Forza Motorsport (jeu vidéo, 2023)
Forza Motorsport est un jeu vidéo de course développé par Turn 10 Studios et édité par Xbox Game Studios. Treizième volet principal de la série Forza, le jeu est sorti le 10 octobre 2023 (5 octobre pour la version premium) sur Microsoft Windows et Xbox Series. Bien qu'il s'agisse du huitième titre Forza Motorsport, ce sera un reboot pour la franchise, abandonnant la numérotation séquentielle des titres des entrées précédentes,.

## Système de jeu
Forza Motorsport est un jeu vidéo de course. À son lancement, Forza Motorsport comptera plus de 500 véhicules et 800 améliorations, avec des éléments de gameplay allant jusqu'aux différents sons créés par chaque composant amélioré. Environ 80 véhicules de toutes les époques et types de véhicules de course font partie des véhicules qui ont été annoncés jusqu'à présent. Alors que plus de 100 d'entre eux seront nouveaux dans la série, beaucoup d'entre eux reviendront des jeux précédents de Forza Motorsport.
Incluant des éléments tels que le raytracing en temps réel sur la piste, l'usure des pneus, l'heure dynamique de la journée qui influence l'adhérence de la piste, les améliorations des dommages avec des dommages définis et l'accumulation de saleté. Il y aura également d'autres effets, comme "la vie de piste animée", "des effets d'éclairage et de brouillard volumétriques basés sur la physique" et "un système de nuage entièrement procédural qui évolue de manière organique", qui contribuent tous à une expérience plus immersive. Tous les réglages des courses dynamiques garantiront qu'"il n'y a jamais deux tours qui se déroulent de la même manière". Un mode "carrière solo axé sur la construction de voitures" et un "nouveau mode de course en ligne" seraient inclus dans le jeu.

## Développement
Forza Motorsport a été annoncé pour la première fois à l'Xbox Showcase de 2020. La date de sortie de Forza Motorsport était auparavant fixée au "printemps 2023", mais a été déplacée vers une fenêtre de lancement fin 2023. Dans une interview avec GamesRadar, Chris Esaki, directeur de la création chez Turn 10 Studios, a souligné l'engagement de l'équipe à repousser les limites du réalisme dans Forza Motorsport. Le jeu vise à tirer parti des nouvelles capacités matérielles pour offrir une expérience hautement immersive, mettant en valeur la technologie de pointe de la prochaine génération de consoles de jeu et de PC.
Une date de sortie est annoncée lors du Xbox Games Showcase 2023 pour le 10 octobre 2023.

## Accueil

### Critiques
Forza Motorsport reçoit un accueil « généralement favorable » selon l'agrégateur de critiques Metacritic.

### Distinctions
Le jeu est nommé et est le gagnant dans deux catégories, « meilleur jeu de sport/course » et « meilleure innovation pour l’accessibilité », lors des Games Awards 2023,.
| Année | Prix                 | Catégorie                                 | Résultat |
| ----- | -------------------- | ----------------------------------------- | -------- |
| 2023  | The Game Awards 2023 | Meilleur jeu de sport/course              | Lauréat  |
| 2023  | The Game Awards 2023 | Meilleure innovation pour l’accessibilité | Lauréat  |